# Christoph Johann Friedrich von Medem
Christoph Johann (Jeannot) Friedrich, hrabia von Medem, dla odróżnienia od ojca zwany Christoph Johann von Medem (ur. 13 sierpnia 1763 w Mesothen, Łotwa; zm. 24 lutego 1838 w Mitawie, Łotwa) – rosyjski urzędnik i dyplomata, z pochodzenia był Niemcem kurlandzkim.
Jego dziadkiem był Hermann Friedrich von Medem (zm. ok. 1730), ojcem posiadacz ziemski Johann Friedrich von Medem (1722-1785), a matką Luise Charlotte von Manteuffel (zm. 1763). Przyrodnią siostrą Christopha Johanna była niemiecka pisarka Elisa von der Recke (1754-1833), a młodszą (ur. 1761) Anna Charlotta Dorota, żona Piotra Birona, księżna Kurlandii.
Ród Medem należał do najznakomitszych w Księstwie Kurlandii.
Christoph Johann był rosyjskim radcą dworu, a następnie (1796) ambasadorem Rosji w Waszyngtonie, nowej stolicy USA.
Medem mieszkał w Elley w Kurlandii, obecnie Eleja na Łotwie (Gmina Jełgawa).
Christoph Johann Friedrich von Medem poślubił Marię Luizę Ernestynę von der Pahlen (1778-1831), córkę hrabiego Petera Ludwiga von der Pahlen (1745-1826). W roku 1809  szwagier Medema Fiodor Piotrowicz Pahlen zastąpił go na stanowisku ambasadora w USA.
W miejscowości Mitawa nad pobliską rzeką wzniósł willę Villa Medem. W latach 1835–1836 zbudował ją architekt Johann Georg Berlitz (1753-1837).